# Metrioptera brachyptera
Espèce
Metrioptera brachyptera, la decticelle des bruyères,  est une espèce de sauterelles de la famille des Tettigoniidae.

## Distribution
Cette espèce boréo-subalpine se rencontre en Europe dans les régions de collines et de montagnes. En France, elle réside dans les montagnes, en Bretagne et dans le quart nord. Présente en Belgique.

## Description

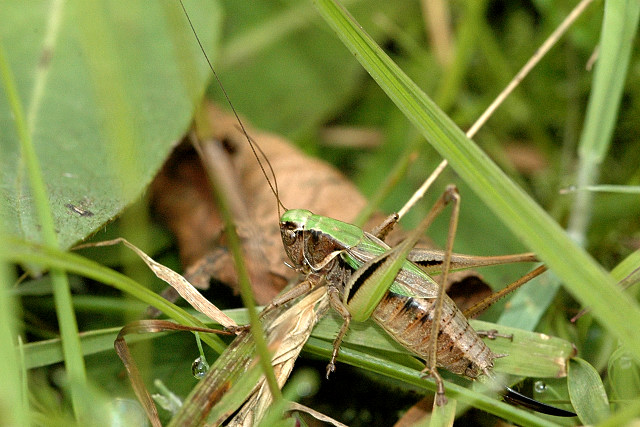
Metrioptera brachyptera - femelle.

Mesurant de 12 à 18 mm, elle est de couleur brun sombre, parfois presque noire, la face inférieure du corps toujours verte, la face dorsale du pronotum souvent verte et les élytres tachés de vert. Les lobes latéraux du pronotum sont ornés d'une fine bande claire vers l'arrière (voir photos). Les ailes sont réduites comme l'indique son nom d'espèce brachyptera (étymologie : ailes courtes).
L'oviscapte de la femelle, de couleur foncée, faiblement recourbé, atteint 8 à 10 mm; les cerques du mâle sont dentés à leur mi-longueur environ.

## Habitat
Elle affectionne les tourbières et les bruyères humides.

## Comportement et stridulation
La decticelle des bruyères est active le jour, l'adulte de juillet à octobre.
Son chant est constitué d'une longue série de cliquetis uniformes répétés 2 à 6 fois par seconde. Il n'est pas audible à une distance de plus de deux mètres.